# Delomys altimontanus

### Etimologia
O epíteto específico “altimontanus” advém da junção das palavras em Latim: “altus”, com significado direto para “alto”, e “montanus”, com tradução para “montanha inabitável” - embora o caráter habitacional da terminologia não seja um retrato da realidade local. 
A justificativa para esta nomenclatura deve-se a caracterização do habitat desta espécie de roedor, sendo montes altas (em torno de de 1800 a 2500 m). 

### Distribuição geográfica
Distribuição disjunta nas zonas de floresta de 1800 a 2500 metros de altitude nas montanhas do Parque Nacional do Itatiaia e do Parque Nacional do Caparaó, sendo ambos parte da Serra da Mantiqueira, Brasil. 
A presença de populações de outras espécies do gênero Delomys nas cadeias montanhosas entre as duas montanhas, onde foi encontrado o Delomys altimontanus, sugere que a espécie possuía uma distribuição maior no passado.  

### Aspectos da Anatomia e Morfologia

#### A estrutura craniana
O crânio desta espécie é bastante distinto, apresentando um proeminente rostro (focinho) - a parte do crânio que inclui os ossos do nariz - e um alongado tubo nasal, cuja extensão segue para além do processo mandibular. Em adição à caracterização da mandíbula, tem-se que esta região craniana é caracterizada por uma incisura sigmóide larga, rasa e simetricamente escavada. Ademais, estes organismos também possuem um processo coronóide delicado e um processo angular reduzido.
Além disso, esta espécie também apresenta o diferencial de que os molares inferiores são mais longos e estreitos, em relação aos molares superiores. Mesmo assim, independentemente da relação de tamanho entre estes dentes no indivíduo, é tido que os organismos da espécie D. altimontanus apresentam molares maiores em tamanho e largura, em comparação com outras espécies evolutivamente próximas. 
Por fim, em relação às informações de maior destaque sobre o crânio, tem-se que a região interorbital é relativamente estreita, enquanto que a região supraorbital do crânio apresenta uma característica única onde a sutura fronto-parietal (coronal) colinear com a sutura fronto-esquamosal, sem qualquer contato dorsal entre os ossos escamoso e frontal (este dado é uma das principais características diagnósticas desta espécie).

#### A distribuição da pelagem
Esta espécie possui pelagem macia, densa e longa. Os pêlos guarda (mais externos) da região cervical do dorso variam em comprimento de 15 a 20 mm. Nos indivíduos adultos, a coloração dorsal geral é marrom-canela, tornando-se mais brilhante e mais alaranjada nas porções laterais do corpo. Isso geralmente forma uma faixa mediana mal definida que se estende da nuca até a base da cauda. E, por fim, a porção ventral dos pêlos destes roedores apresenta, tipicamente, o predomínio da coloração branca, com algumas esparsas regiões de tom cinza-escuro. 
É importante destacar que há uma variação da coloração da pelagem em função da idade do indivíduo: os roedores idosos -desta espécie apresentam as regiões laterais do corpo com uma coloração semelhante à ferrugem, sendo um padrão de envelhecimento das anteriores faixas de pelos alaranjadas brilhantes nos adultos. E, por fim, os organismos mais jovens de D. altimontanus tendem a apresentar as pelagens dorsais e laterais com coloração opaca e acinzentada, com poucos traços de tom amarelado. 
Em continuidade à caracterização padrão dos adultos, tem-se que a cabeça compartilha a coloração do dorso médio, mas tende a ser mais brilhante nas bochechas. Além disso, estes animais tendem a apresentar olhos grandes e rodeados por pêlos curtos e escuros, criando um anel ocular estreito. 
Em conjunto, é interessante observar que várias vibrissas (popularmente, conhecidas como “bigodes”) estão presentes na cabeça do animal, sendo que, a depender da posição deste segmento no rosto, as vibrissa apresentam uma nomenclatura específica, podendo, assim, serem nomeadas como: vibrissas mistaciais, superciliares, genais, submentais, interramais e carpais. Em destaque, cita-se as vibrissas mistaciais, as quais são notavelmente longas, de maneira que as duas fibras mais longas atingem a ponta distal das orelhas quando deitadas. As orelhas são relativamente grandes.
Por fim, a cauda desta espécie apresenta tamanho maior ou igual aos comprimentos da cabeça em conjunto do corpo. É esparsamente coberto por pêlos curtos e apresenta um padrão bicolor. O topo da cauda é predominantemente marrom escuro, enquanto a parte inferior, especialmente nos primeiros dois terços, é esbranquiçada ou amarelada. Isso gradualmente muda para marrom escuro em direção ao terço distal da cauda. A cor ventral mais brilhante da cauda se deve aos pêlos curtos totalmente esbranquiçados. À medida que você avança em direção ao dorso da cauda e ao terço distal da face ventral da cauda, você encontrará pelos com largas faixas basais marrom-escuras, proporcionando tons mais escuros.

#### Padrões Corporais
Os dígitos intermediários (II-IV) são mais longos que os dígitos externos (I e V), com o dígito III ligeiramente mais longo que os dígitos II e IV. O dígito I é mais longo que o dígito V e a sua garra (dígito I) estende até o meio da primeira falange do dígito II. A garra do dígito V atinge a primeira articulação interfalângica do dígito IV. 
As patas posteriores e o calcanhar são ambos alongados em comprimento, porém estreitos em largura. 
As fêmeas desta espécie apresentam 6 glândulas mamárias, as quais estão distribuídas aos pares nas regiões inguinais, abdominais e pós-axiais (há a ausência do de glândulas na região peitoral).  

### Características Genéticas
Os organismos da espécie Delomys altimontanus são seres diplóides, com cariótipo apresentando 82 cromossomos. Com isso, este material genético está organizado em 40 pares de cromossomos autossômicos, sendo estes subdivididos em 3 pares de cromossomos metafásicos e 27 pares de cromossomos acrocêntricos, e 1 par de cromossomos sexuais (organizados no sistema XY). 
A caracterização genética é uma informação importante para diferenciação da espécie D. altimontanus em relação aos outros tipos de roedores do gênero Delomys, sobretudo pelo fato de que a análise morfológica nem sempre é suficiente para distinguir espécies.
A exemplo disso, tem-se que a diferenciação entre Delomys sublineatus e Delomys antimontanus é realizada pela comparação da quantidade de cromossomos; sendo que a primeira espécie citada apresenta um organismo diplóide com 72 cromossomos, enquanto que a segunda espécie citada apresenta um cariótipo diplóide com 82 cromossomos.

### História Natural
O conhecimento formal sobre os aspectos da vida dos roedores da espécie D. altimontanus é restrito, sendo a maior fonte de informações, aquelas feitas por colecionadores. 
A principal datação está na distribuição altitudinal desta espécie, a qual aparenta apresenta um padrão bem definido, sendo este as altitudes superiores (ou mais altas) de cada habitat. O suporte a esta afirmação está no fato que, na Serra do Caparaó,  os organismos encontrados estavam todos localizados em altitudes acima de 1.800 m, não sendo possível localizar espécimes em regiões de baixa altitude (entre 1.000 e 1.400 m). Em conjunto a este dado, tem-se que, na Serra de Itatiaia, a espécie D. altimontanus foi a única do gênero Delomys a ser observada em latitudes acima de 2.100 m, não sendo, novamente, localizado outros exemplares em regiões abaixo de 1.800 m.